# قاجانور (تاميل نادو)
قاجانور هي قرية في تالافدي تالوك، ضاحية إيرود في تاميل نادو، بالهند. معروفة كذلك باسم دودا غاجانور. تقع هذه القرية على بعد 4 كـم (2.5 ميل) من حدود كارناتاكا - تاميل نادو، وعلى بعد 1 كـم (0.62 ميل) جنوب مدينة تالافادي.
كاناجور هي مسقط رأس النجم راجكومار، الذي اختطف منزله الأصلي في غاجانور يوم 30 يوليو 2000. القرية متاخمة لمحمية ساتيامانغالام البرية.